# 長岡外史
長岡 外史（ながおか がいし、安政5年5月13日（1858年6月23日） - 昭和8年（1933年）4月21日）は、明治、大正期の陸軍軍人、政治家。
陸士旧2期・陸大1期。栄典は正三位勲一等功二級。最終階級は陸軍中将。

## 経歴
周防国都濃郡末武村（現・山口県下松市）出身。父は大庄屋・堀三右衛門で、徳山藩士・長岡南陽の養子。明倫館を経て、明治11年（1878年）、陸軍士官学校（旧2期）卒。明治18年（1885年）に陸軍大学校を一期生として卒業。
日清戦争では大島混成旅団の参謀、明治30年（1897年）には軍務局第2軍事課長を勤め、ドイツ派遣を経験する。明治35年（1902年）には陸軍少将となり、歩兵第9旅団長を務める。明治37年（1904年）からの日露戦争では大本営陸軍部参謀次長として行動した。明治38年（1905年）、5月末の日本海海戦における圧倒的な勝利ののち、ロシア帝国との講和条件を少しでも日本側に有利なものとするため、講和会議に先立って樺太を占領すべきであると考え、長岡は樺太占領作戦を軍首脳に上申したが、海軍は不賛成であり、陸軍参謀総長の山縣有朋もこれに同意しなかった。そのため長岡は、満州軍の児玉源太郎に手紙を書いて伺いを立て、その返信を論拠に説得作業を展開、これにより7月以降の樺太作戦が決まった。結果的に、この作戦は9月5日成立のポーツマス条約における講和条件のひとつである南樺太割譲に大きな影響をあたえた。

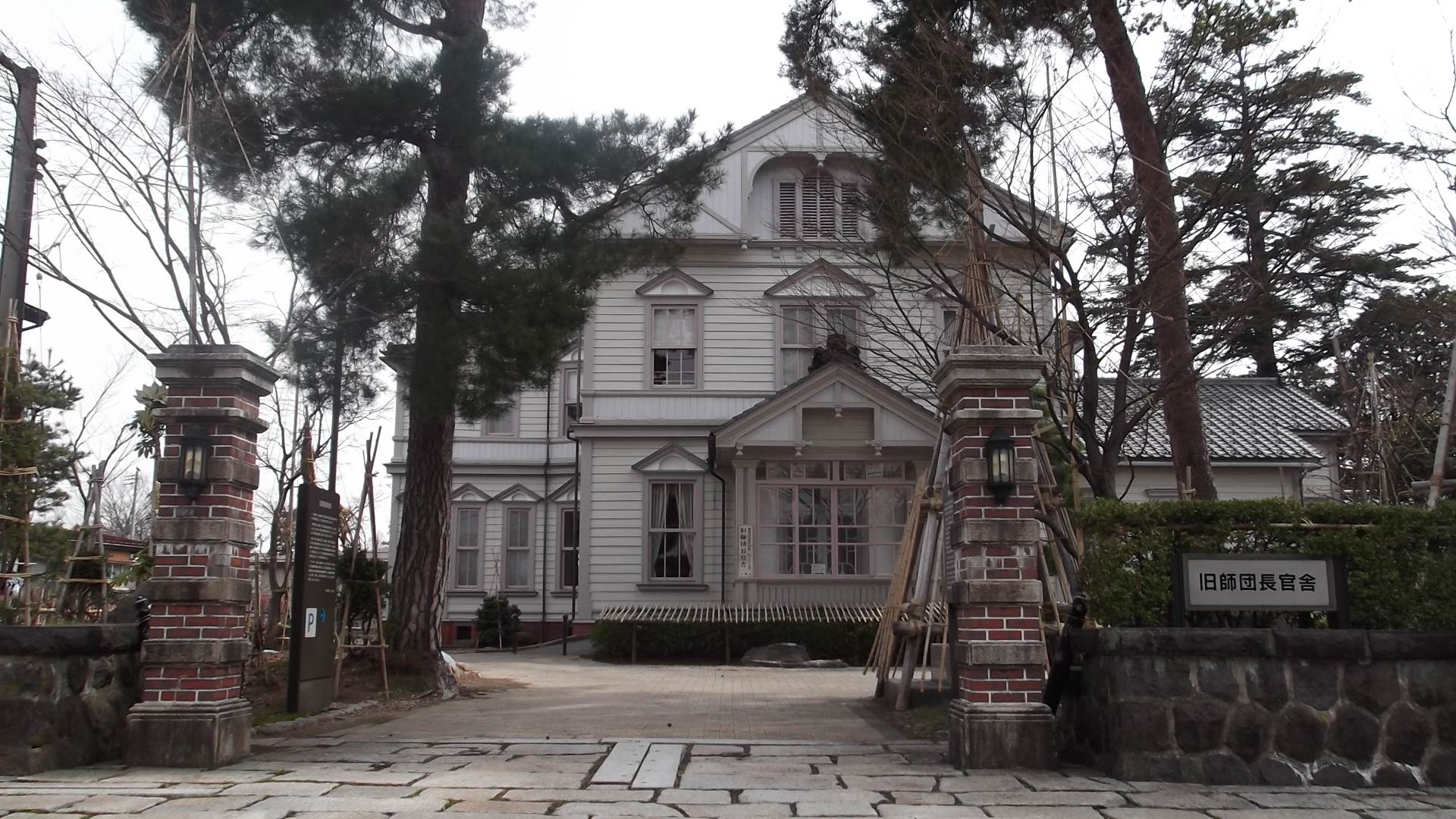
旧陸軍第13師団長官舎（新潟県上越市）

明治41年（1908年）には軍務局長となり、明治42年（1909年）には陸軍中将に昇進。同年7月30日付で臨時軍用気球研究会の初代会長を兼務した。明治43年（1910年）6月1日付で第13師団長に栄転。在任中の1909年、東京振武学校第11期卒業の清国留学生62名が師団隷下の歩兵・騎兵・砲兵各連隊に隊附士官候補生として勤務する事となる。この留学生の中には後の中華民国総統となる蔣介石がおり、長岡邸に「不負師教（師の教えに背かず）」との書を書き残している。1911年10月、清国で辛亥革命が起こる。張群・陳星枢とともに休暇帰国を陳情するが長岡に拒絶された蔣介石は、連隊長に48時間の休暇を申し出るとそのまま日本を飛び出し、革命に参加した。11月になると他の留学生らも各連隊長に帰国を集団陳情するなど動揺が広がり、11月4日には2名が脱走騒ぎを起こした。事態を案じた長岡は、偕行社に留学生を集めると軽挙妄動をすべきでないと慰撫に努めたがなおも動揺は収まらず、月末に陸軍大臣の指示を得て全員を脱隊させた。
大正2年（1913年）から16師団長を務め、大正5年（1916年）には予備役となる。大正13年（1924年）5月、第15回衆議院議員総選挙に山口県第7区から出馬して当選し議員となる。
昭和8年（1933年）1月11日、膀胱腫瘍のため慶應義塾大学病院に入院、治療を受けていたが、4月11日午前8時半頃、容態が急変。手当の甲斐なく、22日9時50分頃死去した。享年76。
墓所は青山墓地。山口県下松市笠戸島の国民宿舎大城に長岡を顕彰する外史公園があり、長岡の銅像が建てられている。下松市内には「長岡外史顕彰会」があり、顕彰活動に取り組んでいる。関係文書マイクロフィルムは国立国会図書館に所蔵。

## 飛行機とのかかわり

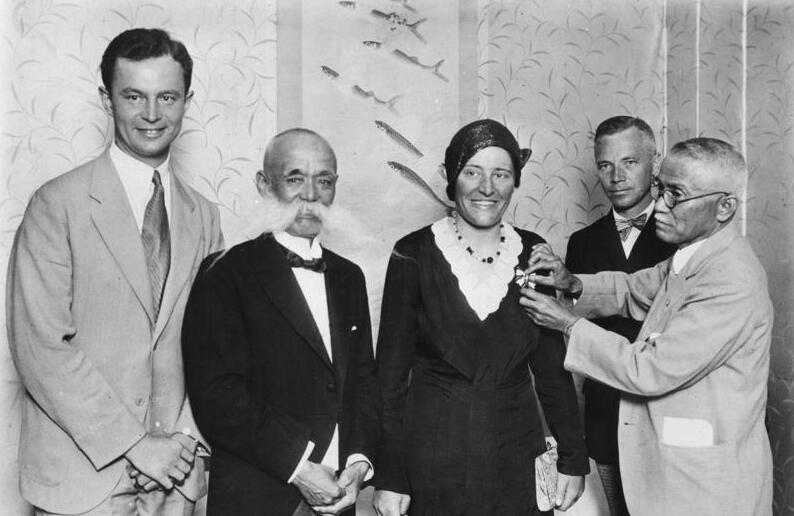
1931年、ドイツの女性飛行士マルガ・フォン・エッツドルフの叙勲に立ち会う長岡（左から2人目）。右は橋本圭三郎、左はハッソー・フォン・エッツドルフ

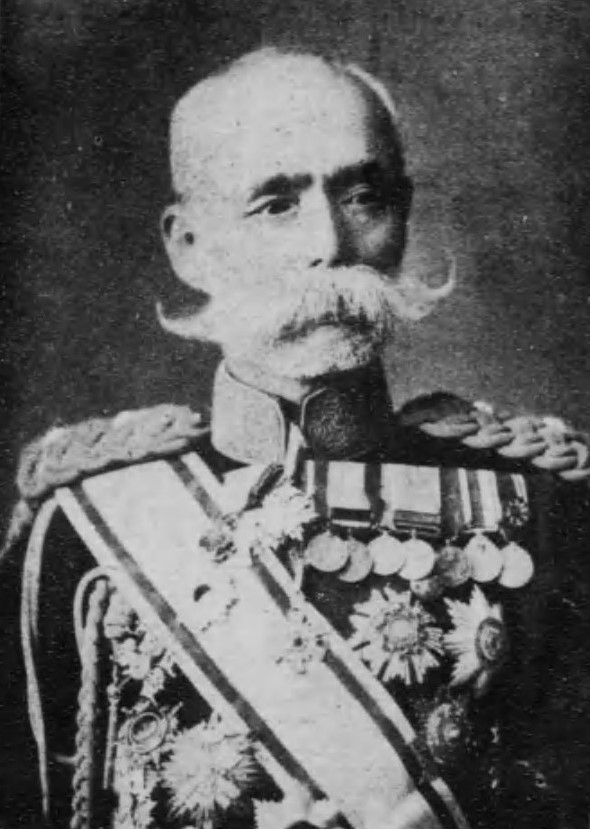
空中文明博覧会で総裁を務めた長岡外史

日清戦争中の明治27年（1894年）8月19日、大島混成旅団の参謀隷下の衛生兵が飛行機の開発に軍の協力を求め、略図を添えて大島義昌旅団長宛に『軍用飛行器（飛行機）考案之儀二付上申』を提出してきた。参謀であった長岡は人が乗って自在に空中を移動する機械という当時としては奇想天外な研究の意義を理解することができず、「今は戦時である」「外国で成功していないことが日本で出来るはずがない」「成功したとしても戦争には使えない（上申では偵察に使えるとされていた）」と一蹴した。この衛生兵こそが、後に日本の飛行機開発の先駆者として知られることになる二宮忠八であった。
二宮は日露戦争（臨時気球隊が旅順攻囲戦で実戦投入された）終結後にも再び上申を行うが、大島中将からは「本当に空を飛んだら聞いてもよい」という返答であった。二宮は軍が飛行機開発に乗り気ではないと感じ、自力で研究資金を調達するため退役し大日本製薬株式会社へ入社した。業績を挙げて1906年（明治39年）に支社長にまで昇進するも資金をまかなえず、スポンサーも現れなかったため開発は停滞し、漸く自作のめどが付いたところで1903年12月17日にライト兄弟による有人動力飛行がすでに行われていたことが判明（兄弟らは情報秘匿のため積極的な公表を控えたため、暫くの間世界的にこの偉業が伝わっていなかった）。二宮は飛行機の開発をやめてしまう。
日清戦争中の上申時点では二宮の飛行機の着想はライト兄弟に先行しており、結果として長岡ら軍上層部の冷淡な態度が日本人による飛行機の発明の機会を失った一因とされている。その後白川義則中将と二宮の対談が新聞や雑誌に取り上げられてこの事実が世間に知られることになると、長岡は自らの先見のなさを嘆いて長文の詫び状を送り、二宮に面会して謝罪したという。
軍務局長であった明治42年（1909年）8月には、初代の臨時軍用気球研究会の会長を兼務し、日本軍の航空分野の草創期に貢献した。当初、同会長には陸軍次官である石本新六を据えることが検討されていたが、石本は飛行機など飛ぶわけがないとこれを拒否し、対して長岡が実際に飛行機を見たことはないが将来の戦争に役立つような気がすると答えたことによる抜擢であった。しかし、長岡は初飛行に立ち会うことことのないまま翌年に第13師団長へ転出し、後任会長には石本が就任した。
16師団長在任中の大正2年（1913年）、師団が駐屯する深草練兵場で発生した武石浩玻の墜落事故（日本初の民間飛行家死亡事故）に接し、その処理に当たる。
大正3年（1914年）に開戦した第一次世界大戦では、二宮が予想していた通り、観測気球に代わり固定翼の偵察機が実戦投入された。
予備役となった長岡は、二宮の研究と功績を後世に伝えるとともに飛行機の普及を計るため、大正4年（1915年）1月に日本飛行研究会を母体とする国民飛行協会を創設し、人材の顕彰・育成、啓蒙活動を精力的に行った。来日する外国人飛行家を積極的に歓迎し、アート・スミスが来日すると飛行機の歌を作詞して披露した。
大正7年（1918年）6月に国民飛行協会が帝国飛行協会に併合されるとその副会長となる。
大正8年（1919年）10月に東京・大阪間第一回懸賞郵便飛行大会の審査委員長を務め、12月には欧米へ視察旅行にでかけ、航空関係者やフランスのエースパイロットのルネ・フォンク大尉と面会したほか、アブロの三葉機旅客機やデ・ハビランドのD・H・4戦闘機に搭乗し、曲芸飛行も体験した。
大正10年（1921年）に航空映画『悪夢』を上映させている。
大正12年（1923年）の関東大震災に際しては、自宅を東京・大阪郵便飛行仮事務所として開放し、国際飛行場として羽田飛行場の必要性を説いている。
政界に進出した長岡は「飛行事業拡張に関する建議案」「飛行機製造奨励法」「航空省の設置」等の議案を提出している。

## 人物像

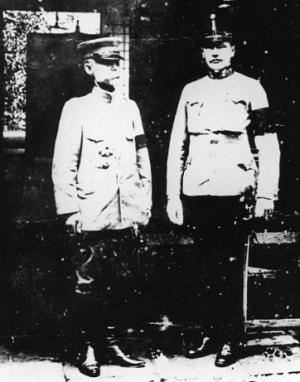
長岡（左）とレルヒ（右）

- 長岡は、先入観や慣例にとらわれず新しいものを受け入れる柔軟な思考能力を有していた。
  - 新潟県高田（現在の新潟県上越市）の第13師団長時代、訪欧した際にスキーの存在を知っていた長岡は軍隊への普及を促進し、師団内でオーストリア=ハンガリー帝国から派遣されてきたテオドール・エードラー・フォン・レルヒ少佐により、1911年陸軍兵士および民間人に対しスキー指導が行われた（これが日本スキー発祥と言われている）[10][11]。
  - 旅順港攻略に際しても、海岸砲の導入を具申され、積極的に後押しをしたなどの功績がある[12]。しかしながら発想が奇抜で、思いつきに過ぎない現実性のない構想を実行しようとして周囲を混乱させたこともあった。この一方、飛行機の開発について自身の先見性のなさに後で気が付くと、一兵卒出身であった二宮に対しわざわざ出向いて謝罪するなど、内省的で自分に厳しく他人への配慮を忘れなかった。常に周囲の意見に耳を傾け、自身の誤りに気づくと反省し、自ら即時に改めたので大過なく職責を全う出来た[13]。これによって多くの人に慕われ敬愛された。
- 一方、「プロペラ髭」と呼ばれる長大な口髭を蓄えており、本気で自慢するなど、不可解な面もあった。この自慢の髭は最長で70cm弱にも達したという。
  - 内田百閒は、教鞭を執った法政大学の航空研究会顧問としての活動を通じて、日本航空界に関わりの強かった晩年の長岡と接する機会があった。百閒の観察によれば、長岡は写真撮影される際には、平常は垂れ下がっている長い髭を丁寧にひねってしごき上げ、顔の両横に水平に張り出すほどの堂々たる「プロペラ髭」に仕上げてから、カメラマンに向かって「よし」と命じ、撮影させていたという。

## 年譜
- 明治8年（1875年）
  - 2月 - 陸軍兵学寮入学・臨時士官生徒
  - 12月 - 陸軍士官学校入学

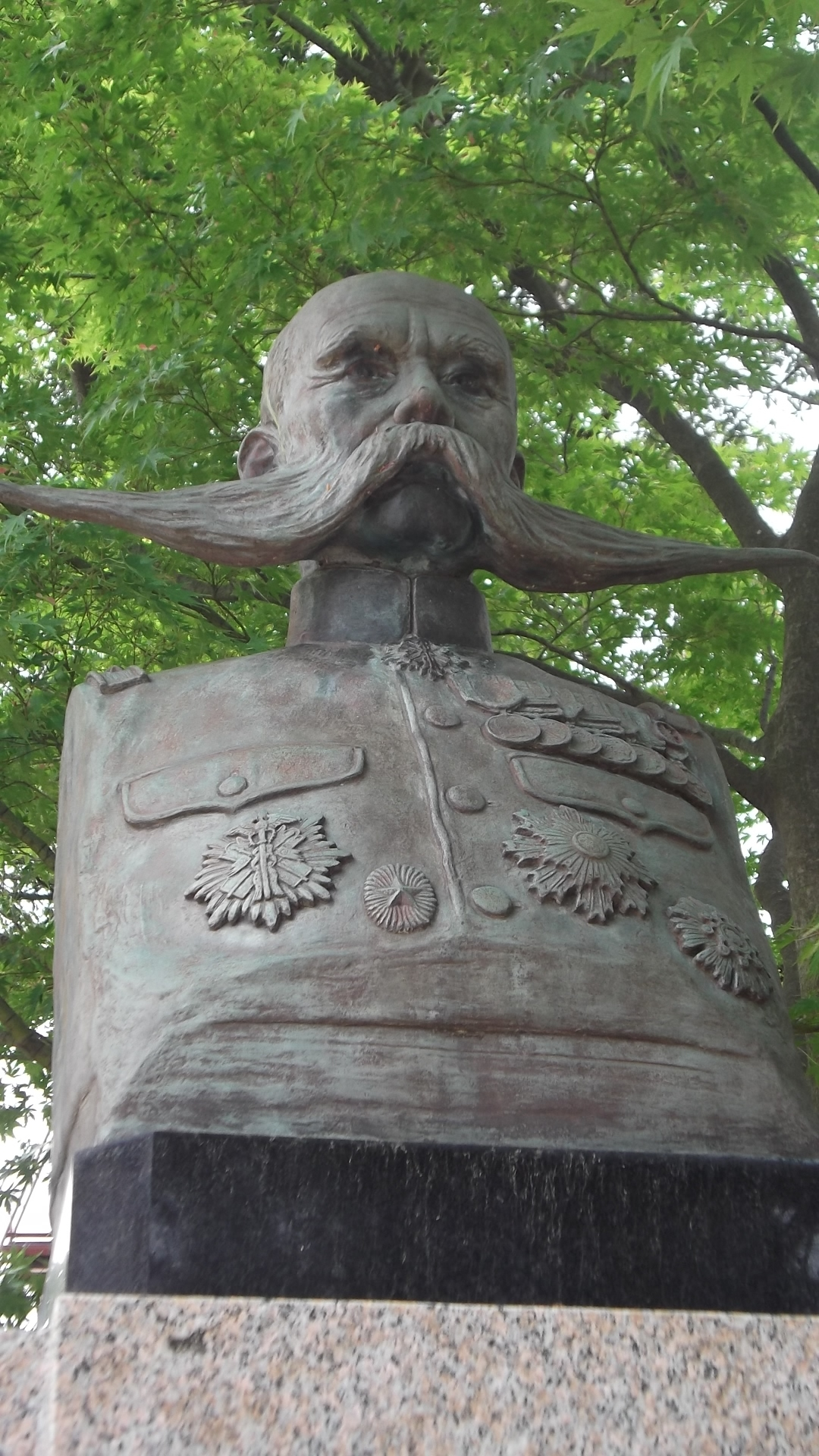
長岡外史の銅像（新潟県上越市・旧陸軍第13師団長官舎）

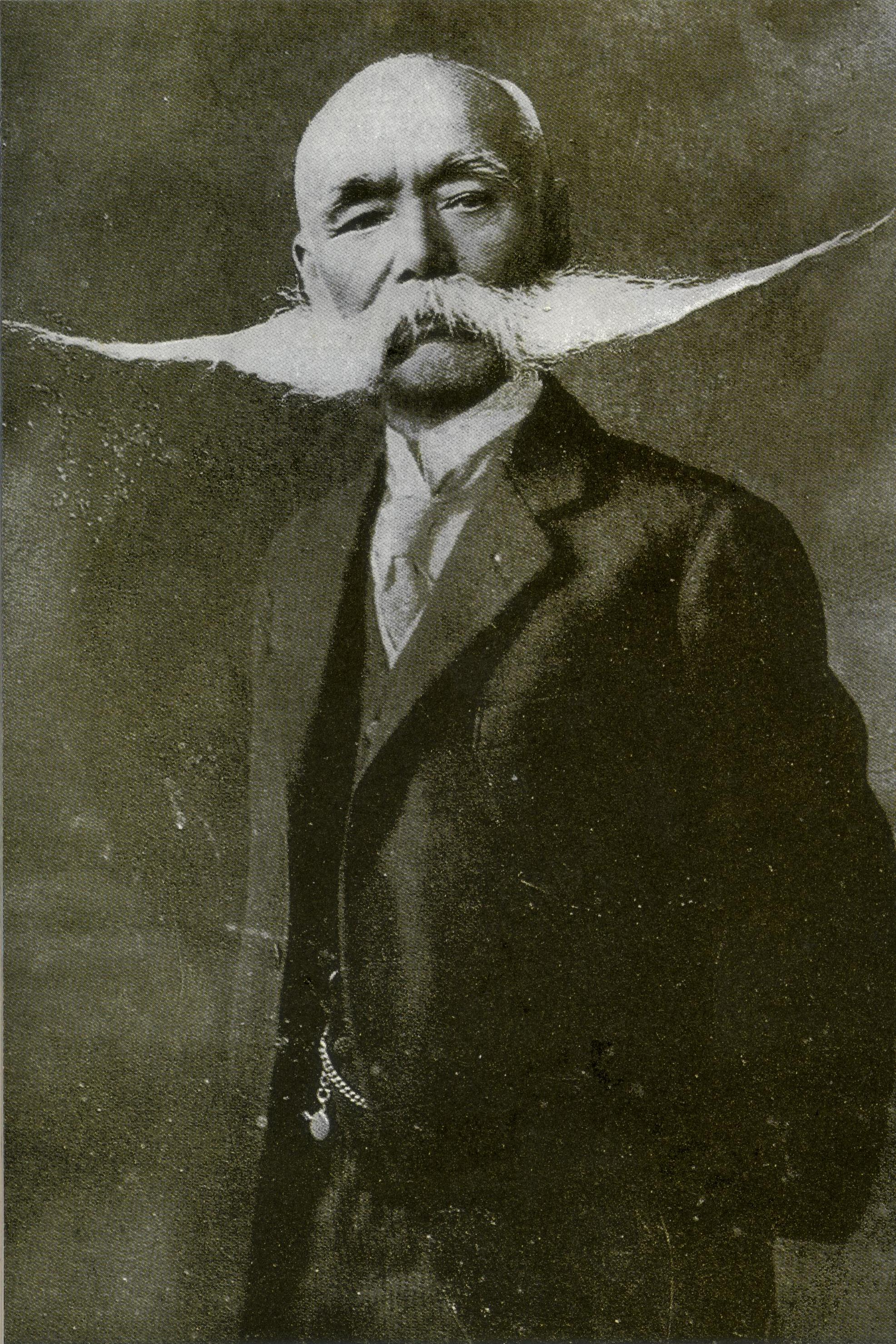
衆議院議員時代の長岡

- 明治11年（1878年）12月 - 陸軍士官学校卒（旧2期）
- 明治12年（1879年）2月1日 - 歩兵少尉・歩兵第13連隊附
- 明治13年（1880年）6月 - 東京陸軍教導団小隊長
- 明治14年（1881年）1月 - 月曜会第1回会合出席
- 明治16年（1883年）4月 - 陸軍大学校入学
- 明治17年（1884年）5月31日 - 歩兵中尉
- 明治18年（1885年）12月 -陸軍大学校卒（1期）、参謀本部出仕
- 明治19年（1886年）5月 - 参謀本部第2局員
- 明治20年（1887年）
  - 4月27日 - 歩兵大尉
  - 5月 - 朝鮮・ウラジオストク・ハバロフスク視察（ - 11月）
- 明治21年（1888年）5月 - 参謀本部第2局員
- 明治22年（1889年）2月 - 歩兵第4連隊中隊長
- 明治24年（1891年）12月16日 - 一等給[14]
- 明治25年（1892年）1月 - 第1師団参謀
- 明治26年（1893年）4月27日 - 歩兵少佐・近衛歩兵第4連隊附
- 明治27年（1894年）
  - 6月 - 混成第9旅団参謀
  - 11月 - 第1軍兵站部参謀長
- 明治28年（1895年）5月10日 - 歩兵中佐
- 明治29年（1896年）
  - 1月 - 近衛歩兵第4連隊附
  - 3月 - 参謀本部第1局員
  - 3月24日 - 正六位[15]
  - 5月 - 参謀本部第4局員
- 明治30年（1897年）
  - 1月 - 朝鮮出張（- 4月）
  - 4月13日 - 海軍大学校教官（- 9月18日）[16][17]
  - 7月 - 陸軍省軍務局第2軍事課長
  - 9月 - 軍務局歩兵課長（第2軍事課の名称変更）
  - 10月11日 - 歩兵大佐
- 明治31年（1898年）3月 - 軍務局軍事課長
- 明治32年（1899年）8月 - 軍務局出仕（欧州出張）（ -  明治35年（1902年）10月）
- 明治35年（1902年）6月11日 - 陸軍少将・歩兵第9旅団長
- 明治37年（1904年）
  - 3月 - 参謀本部付仰附（ - 明治39年（1906年）7月）
  - 4月 - 大本営陸軍幕僚附（ - 6月）
  - 6月 - 大本営陸軍部参謀次長仰附（ - 明治38年（1905年）12月）

- 明治38年（1905年）12月 - 満州出張（ - 明治39年（1906年）2月）
- 明治39年（1906年）7月 - 歩兵第2旅団長
- 明治41年（1908年）12月28日 - 軍務局長
- 明治42年（1909年）
  - 8月1日 - 陸軍中将
  - 8月29日 - 臨時軍用気球研究会長[18]
- 明治43年（1910年）6月 - 第13師団長
- 大正2年（1913年）1月 - 第16師団長
- 大正3年（1914年）8月8日 - 待命
- 大正4年（1915年）8月8日 - 休職[19]
- 大正5年（1916年）
  - 8月8日 - 予備役[20]
  - 9月30日 - 正三位[21]
- 大正7年（1918年）6月 - 帝国飛行協会副会長（ - 昭和2年（1927年）9月）
- 大正8年（1919年）12月 - 欧州出張（ - 大正9年（1920年）5月）
- 大正10年（1921年）4月1日 - 後備役
- 大正13年（1924年）5月 - 衆議院議員（ - 昭和3年（1928年）1月）
- 昭和4年（1929年）
  - 6月 - 飛行館長（ - 昭和5年（1930年）4月）
  - 11月 - 国民飛行会会長

## 栄典
位階
- 1884年（明治17年）7月8日 - 従七位[22]
- 1889年（明治22年）7月15日 - 正七位[23]
- 1896年（明治29年）3月24日 - 正六位[24]
- 1897年（明治30年）10月30日 - 従五位[25]
- 1902年（明治35年）10月20日 - 正五位[26]
- 1907年（明治40年）11月11日 - 従四位[27]
- 1910年（明治43年）7月11日 - 正四位[28]
- 1913年（大正2年）8月20日 - 従三位[29]
- 1916年（大正5年）9月30日 - 正三位[30]

勲章等
- 1889年（明治22年）11月29日 - 大日本帝国憲法発布記念章[31]
- 1895年（明治28年）
  - 10月18日 - 単光旭日章・功四級金鵄勲章[32]
  - 11月18日 - 明治二十七八年従軍記章[33]
- 1896年（明治29年）11月25日 - 勲五等瑞宝章[34]
- 1902年（明治35年）11月29日 - 勲四等瑞宝章[35]
- 1905年（明治38年）5月30日 - 勲三等瑞宝章[36]
- 1906年（明治39年）4月1日 -  勲二等旭日重光章・ 功二級金鵄勲章・明治三十七八年従軍記章[37]

- 1914年（大正3年）5月16日 -  勲一等瑞宝章[38]
- 1915年（大正4年）11月10日 - 大礼記念章（大正）[39]
- 1930年（昭和5年）12月5日 - 帝都復興記念章[40]
- 1933年（昭和8年）4月21日 - 旭日大綬章[41]

外国勲章佩用允許
- 1906年（明治39年）8月21日 -  2等赤鷲勲章（en）[42]
- 1910年（明治43年）3月17日 -   1等聖スタニスラウス勲章（en）[43]
- 勲一等八卦章（朝鮮語版）
- 第一等第三品御賜双龍宝星（zh）
- レジオンドヌール勲章グラントフィシエ
- 2等オスマニエ勲章（en）
- ドイツ赤十字社勲章（de）

その他
- 新潟県体育協会体育功労賞[44]

## 家族・親族
- 実父・堀三右衛門[45]
- 養父・長岡南陽[45]
- 長女磯子（1889年生）：三越常務や王子製紙重役等を歴任した朝吹常吉に嫁いだ。フランス文学者の朝吹三吉とフランス文学者で翻訳家の朝吹登水子は孫、フランス文学者で詩人の朝吹亮二は曾孫、小説家で第144回芥川龍之介賞を受賞した朝吹真理子は玄孫。
- 次女京子（1894年生）：　園田武彦に嫁ぐが後に離婚。
- 三女・安藝子（1901-1921） ‐ 20歳で交通事故死[45][46]
- 長男護一（1892年生）：　護一の長男　長岡忠一、長女由美子（マルハニチロの前身であるマルハ元社長の中部慶次郎（中部謙吉の三男で、同社創業者中部幾次郎の孫）に嫁ぐ）次女和子。
- 曽孫（忠一の長男）長岡由木彦

## その他
- 2010年4月19日、陸上自衛隊高田駐屯地（山内邦彦司令）は25日の駐屯地創設60周年を記念して、長岡をモデルとしたオリジナルキャラクター「がいし君」を作成[47]。県スキー発祥100周年プロジェクトメインキャラクター「レルヒさん」とのコラボ企画も催された[48]。

## 関連作品
- 二百三高地（1980年、配給：東映、演：平田昭彦）
- 坂の上の雲 (テレビドラマ)（2009年～2011年、制作局：NHK、演：的場浩司）